# Taiwan Stock Exchange
Taiwan Stock Exchange Corporation, TSEC, (臺灣證券交易所) er en børsvirksomhed, lokaliseret i Taipei 101, Taipei, Taiwan. TSEC blev etableret i 1961 og begynde som børs 9. februar 1962. Børsen reguleres af den taiwanesiske Financial Supervisory Commission.
Pr. 31. december 2010, havde Taiwan Stock Exchange 758 noterede selskaber med en samlet markedsværdi på TWD 23.811 mia. 
Børsen er normalt åben for handel i tidsrummet 9:00 – 13.30 og efter lukketids aktiviteter fra 14-14.30 alle ugens dage undtagen lørdage, søndage og ferier.